# Tuấn Mạnh
Tuấn Mạnh hay Mạnh Piano (tên thật Nguyễn Tuấn Mạnh, sinh ngày  30 tháng 12 năm 1986) là một nghệ sĩ dương cầm. Anh đã phát hành nhiều album nhạc, trong đó có các nhạc phẩm nước ngoài của Beethoven, Liszt, Chopin và Mozart hay các nhạc phẩm trong nước của Trịnh Công Sơn, Cung Tiến. Mặc dù được đào tạo để trở thành nghệ sĩ piano cổ điển, song Manh Piano vẫn thường xuyên phát hành âm nhạc phổ thông với những tình khúc đương thời.

## Tiểu sử
Nguyễn Tuấn Mạnh sinh ra trong một gia đình có truyền thống âm nhạc. Ngay từ nhỏ, anh đã được cha truyền nguồn cảm hứng âm nhạc. Anh bắt đầu đi theo con đường học tập Piano chuyên nghiệp từ năm 8 tuổi tại Nhạc viện thành phố Hồ Chí Minh. Nhờ siêng năng, chăm chỉ, đam mê với con đường âm nhạc, anh đã gặt hái được rất nhiều thành công trong sự nghiệp.

## Sự nghiệp
Từ năm 2007, anh đã biểu diễn piano như một nghệ sĩ độc tấu (soloist) và nhiều lần được mời thu âm cho đài truyền hình HTV và VTV ở Thành phố Hồ Chí Minh. Anh từng nhận được học bổng toàn phần đi học ở Na Uy và Thụy Điển, cũng như được mời biểu diễn ở các nước này.
Năm 2008, Manh Piano tham dự và biểu diễn tại Concert ở Học viện Âm nhạc Hoàng gia Stockholm, Thụy Điển. Anh tiếp tục biểu diễn cho Lãnh Sự Quán Hungary tại Hà Nội. Sau nhiều nỗ lực không ngừng nghỉ, Manh Piano được lựa chọn là Nghệ sĩ độc tấu piano biểu diễn cùng Dàn nhạc Giao hưởng Đông Nam Á  dưới sự chỉ huy của nhạc trưởng Fukumura Yoshikazu.
Năm 2011, Tuấn Mạnh nhận suất học bổng toàn phần tham gia chương trình Cao học chuyên ngành biểu diễn piano tại Illinois State University (ISU), Hoa Kỳ. Tại đây, anh luôn thể hiện là một học viên cũng như một nghệ sĩ năng động khi liên tiếp nhận được lời mời biểu diễn cùng nhóm "ISU Faculty Quartet" và Dàn nhạc Giao hưởng của ISU. Anh cũng tích cực tham gia những buổi thuyết trình về âm nhạc dân tộc Việt Nam trên piano, biểu diễn ở các trường trong bang Illinois.
Tháng 7 năm 2013, Manh Piano đồng tổ chức và biểu diễn thành công chương trình hòa nhạc từ thiện "Kuki Benefit Concert" ở Collenge Park Christian Church, Illinoisđể giúp đỡ những người nghèo ở làng Kuki, Đông Bắc Ấn Độ.
Từ năm 2014, anh tiếp tục biểu diễn tại Việt Nam và nước ngoài góp phần phát triển âm nhạc cổ điển tại Việt Nam, đồng thời giới thiệu âm nhạc quê nhà cho khán giả quốc tế. Anh cũng là người đồng sáng lập Câu lạc bộ Cổ điển Sài Gòn, góp phần đem âm nhạc thính phòng đến gần hơn với khán giả trong nước.
Tháng 3 năm 2015, anh biểu diễn tại các thành phố lớn ở Pháp, để giới thiệu những làn điệu dân gian Việt Nam. Anh cũng năng nổ tham gia biểu diễn, gây quỹ từ thiện cho các trẻ em nghèo.
Năm 2016, Manh Piano được bình chọn là Top 30 gương mặt dưới 30 tuổi có ảnh hưởng tích cực đến thế hệ sau của Việt Nam do tạp chí Forbes bình chọn.
Năm 2017, anh thành lập Piano Performing Arts Studio để truyền cảm hứng và phát triển nghệ thuật trình diễn Piano cho các thế hệ sau.
Năm 2019, Tuấn Mạnh được mời làm giám khảo Asia Pacific Arts Festival, Singapore. Anh thành lập quỹ Piano Makes Dreams Foundation để biểu diễn và làm công tác thiện nguyện.

## Giải thưởng nổi bật
- Giải nhất cuộc thi đàn phím toàn quốc 1995.
- Giải nhất cuộc thi Piano toàn bang Illinois, Mỹ.
- Giải nhì cuộc thi "Nghệ sĩ trẻ" cho song tấu Saxophone và Piano tại Saint Louis, Missouri.
- Giải nhì bảng B độc tấu piano tại Concours mùa thu 2007 tại Hà Nội.

## Tác phẩm nổi bật
Ngoài việc tự soạn lại những bản Piano nổi tiếng theo phong cách riêng, Manh Piano còn cho ra đời Album sáng tác đầu tay gồm 10 bản nhạc thiền:
- Mindfulness
- Enlightenment
- Deep-thinking
- Immortal
- Thank you
- Air
- Tranquility
- Inner Voice
- Open your mind
- Nothing

Anh cũng kết hợp âm nhạc cổ điển thế giới với Âm nhạc Việt Nam, đặc biệt là nhạc Trịnh, các tác phẩm tiêu biểu như:
- Cát Bụi - Trịnh Công Sơn ft. Nocturne C Minor Op.Posth - F. Chopin
- Một Cõi Đi Về - Trịnh Công Sơn ft.  Symphony No.5 - L.V.Beethoven
- Em Hãy Ngủ Đi - Trịnh Công Sơn ft. Lullaby - J.Brahms
- Mưa Hồng - Trịnh Công Sơn ft. Clair De Lune - Claude Debussy
- Biển Nhớ - Trịnh Công Sơn ft. Fantaisie Impromptu Op. 66 - F.Chopin
- Ru Đời Đi Nhé - Trịnh Công Sơn ft.  Ballade No. 1 F.Chopin
- Diễm Xưa - Trịnh Công Sơn ft. Moonlight Sonata L.V.Beethoven
- Nối Vòng Tay Lớn - Trịnh Công Sơn ft. Prelude G Minor - S.V.Rachmaninoff
- Hạ Trắng - Trịnh Công Sơn ft. Winter Wind Etude F. Chopin
- Bên Đời Hiu Quạnh - Trịnh Công Sơn ft. Beethoven Pathetique - L.V.Beethoven